# Großer Preis der Internationalen Jury für den Besten Film in der Sektion Kplus
Der Große Preis der Internationalen Jury für den Besten Film in der Sektion Kplus (in manchen Jahren auch: Großer Preis der Internationalen Jury für den Besten Film in Generation Kplus oder Großer Preis der Internationalen Jury von Generation Kplus) wird seit dem Jahr 2000 jährlich auf der Berlinale von einer internationalen Fachjury verliehen. Er wird vom Deutschen Kinderhilfswerk gestiftet und ist mit einem Preisgeld von 7.500 Euro versehen.

## Geschichte
Seit dem Jahr 2000 ist das Deutsche Kinderhilfswerk Partner und Preisstifter des Wettbewerbs Generation Kplus. Vor 2006 hieß die Sektion Kinderfilmfest, danach Kinderfilmfest/14 plus.
Der Preis hatte bis einschließlich 2012 die Bezeichnung Großer Preis des Deutschen Kinderhilfswerks, seitdem wird er als Großer Preis der Internationalen Jury für den Besten Film in der Sektion Kplus bezeichnet, in manchen Jahren auch als Großer Preis der Internationalen Jury für den Besten Film in Generation Kplus oder Großer Preis der Internationalen Jury von Generation Kplus.

## Jurys und preisgekrönte Filme

### 2000er Jahre
- 2002
  - Jurymitglieder: Ulrike Beckmann, Gisli Snær Erlingsson, Ram Atar Jalan, Aage Reis Nordentoft, Liliana Sulzbach[2]
  - Großer Preis des Deutschen Kinderhilfswerks: Glasskår  – Regie: Lars Berg[3]
  - Lobende Erwähnung: Null Bock auf Landluft (Send mere slik) – Regie: Cæcilia Holbek Trier
- 2003
  - Jurymitglieder: Lars Berg, Ricardo Casas, Martin Duffy, Christina Schindler, Gaurav Seth[4]
  - Großer Preis des Deutschen Kinderhilfswerks: Kald mig bare Aksel  – Regie: Pia Bovin[5]
  - Lobende Erwähnungen: Elina – Som om jag inte fanns – Regie: Klaus Härö und Drengen der ville gøre det umulige – Regie: Jannik Hastrup
- 2004
  - Jurymitglieder: Pia Bovin, Fabia Bettini, Hermine Huntgeburth, Nicole Salomon und Klaus Härö[6]
  - Großer Preis des Deutschen Kinderhilfswerks: Magnifico  – Regie: Maryo J. delos Reyes[7]
  - Lobende Erwähnungen: Die Blindgänger – Regie: Bernd Sahling und Barber Yoshino – Regie: Naoko Ogigami
- 2005
  - Jurymitglieder: Gunvor Bjerre, Dieter Bongartz, Sayoko Kinoshita,  Dominique Standaert, Ntshavheni Wa Luruli[8]
  - Großer Preis des Deutschen Kinderhilfswerks: Italianetz  – Regie: Andrei Kravchuk[9]
  - Lobende Erwähnung: Ikke Naken – Regie: Torun Lian
- 2006
  - Großer Preis des Deutschen Kinderhilfswerks: Ang Pagdadalaga ni Maximo Oliveros – Regie: Auraeus Solito[10]
  - Lobende Erwähnung: Jestem – Regie: Dorata Kedzierzawska
- 2007
  - Jurymitglieder: Andreas Steinhöfel, Sitora Alieva, Justin Johnson, Leontine Petit und Reza Bagher[11]
  - Großer Preis des Deutschen Kinderhilfswerks: Mukhsin  – Regie: Yasmin Ahmad[12]
  - Lobende Erwähnung: Dek Hor – Regie: Songyos Sugmakanan
- 2008
  - Jurymitglieder: Anna Justice, Yasmin Ahmad, Antonia Ringbom, Omri Levy[13]
  - Großer Preis des Deutschen Kinderhilfswerks: TOUS A L'OUEST, Une aventure de Lucky Luke  – Regie: Olivier Jean-Marie[14]
  - Lobende Erwähnung: Mutum – Regie: Sandra Kogut
- 2009
  - Jurymitglieder: Roshanak Behesht Nedjad, Dana Nechushtan, Greg Childs, Petr Koliha, Stephen Lance[15]
  - Großer Preis des Deutschen Kinderhilfswerks: Ich schwör’s, ich war’s nicht! (C’est pas moi, je le jure!)  – Regie: Philippe Falardeau[16]
  - Lobende Erwähnung: Flickan – Regie: Fredrik Edfeldt

### 2010er Jahre
- 2010
  - Jurymitglieder: Hana Makhmalbaf, Philippe Falardeau, Kylie du Fresne, Margret Albers, Rowan O’Neill[17]
  - Großer Preis des Deutschen Kinderhilfswerks: Boy  – Regie: Taika Waititi[18]
  - Lobende Erwähnung: Yeo-haeng-ja – Regie: Ounie Lecomte
- 2011
  - Jurymitglieder: Mabel Cheung, Taika Waititi, Felix Gönnert, Rachel Perkins, Jonathan Davis[19]
  - Großer Preis des Deutschen Kinderhilfswerks: Jutro bedzie lepiej  – Regie: Dorota Kedzierzawska[20]
  - Lobende Erwähnung: The Liverpool Goalie oder: Wie man die Schulzeit überlebt! (Keeper'n til Liverpool) – Regie: Arild Andresen
- 2012
  - Jurymitglieder: Mark Cousins, Frieder Schlaich, Marité Ugas, Maxine Williamson[21]
  - Großer Preis des Deutschen Kinderhilfswerks: Kauwboy  – Regie: Boudewijn Koole[22]
  - Lobende Erwähnung: Gattu – Regie: Rajan Khosa
- 2013
  - Jurymitglieder: Jan Naszewski, Rosario Garcia-Montero und Katharina Reschke[23]
  - Großer Preis für den Besten Film: Mammu, es Tevi mīlu  – Regie: Janis Nords[24]
  - Lobende Erwähnung: Satellite Boy – Regie: Catriona McKenzie
- 2014
  - Jurymitglieder: Christian Bellaj, Boudewijn Koole und Catriona McKenzie[25]
  - Großer Preis für den Besten Film: Ciencias Naturales  – Regie: Matías Lucchesi[26]
  - Lobende Erwähnung: Killa – Regie: Avinash Arun
- 2015
  - Jurymitglieder: Bettina Blümner, Tom Hern und Michal Matus[27]
  - Großer Preis für den Besten Film: Dhanak  – Regie: Nagesh Kukunoo[28]
  - Lobende Erwähnung: Stella (Min lilla syster) – Regie: Sanna Lenken
- 2016
  - Jurymitglieder: Anne Kodura, Nagesh Kukunoor und Kathy Loizou[29]
  - Großer Preis für den Besten Film: Rara  – Regie: Pepa San Martín[30]
  - Lobende Erwähnung: Genç Pehlivanlar – Regie: Mete Gümürhan
- 2017
  - Jurymitglieder: Fabian Gasmia, Aneta Ozorek, Yoon Ga-eun[31]
  - Großer Preis für den Besten Film (ex aequo):
    - Fridas Sommer (Estiu 1993) – Regie: Carla Simón
    - Becoming Who I Was – Regie: Chang-Yong Moon, Jin Jeon[32]
- 2018
  - Jurymitglieder: Amanda Duthie, Sanna Lenken und Carla Simón[33]
  - Großer Preis für den Besten Film: Sekala Niskala  – Regie: Kamila Andini[34]
  - Lobende Erwähnungen: Allons enfants – Regie: Stéphane Demoustier
- 2019
  - Jurymitglieder: Kamila Andini, Tilda Cobham-Hervey und Jerzy Moszkowicz[35]
  - Großer Preis für den Besten Film: Di yi ci de li bie  – Regie: Wang Lina[35]
  - Lobende Erwähnungen: Meine wunderbar seltsame Woche mit Tess (Mijn bijzonder rare week met Tess) – Regie: Steven Wouterlood

### 2020er Jahre
- 2020
  - Jurymitglieder: Marine Atlan, María Novaro, Erik Schmitt[36]
  - Großer Preis für den Besten Film: Los lobos – Regie: Samuel Kishi Leopo[37]
  - Lobende Erwähnungen: Mignonnes – Regie: Maïmouna Doucouré und Mamá, mamá, mamá – Regie: Sol Berruezo Pichon-Rivière
- 2021
  - Jurymitglieder: Jella Haase, Mees Peijnenburg, Melanie Waelde[38]
  - Großer Preis für den Besten Film: Sommerflirren (Han Nan Xia Ri)  – Regie: Han Shuai
  - Lobende Erwähnung: Eine Schule in Cerro Hueso (Una escuela en Cerro Hueso) – Regie: Betania Cappato
- 2022
  - Jurymitglieder: Daniela Cajías, Nicola Jones, Samuel Kishi Leopo[39]
  - Großer Preis für den Besten Film: The Quiet Girl (An Cailín Ciúin) – Regie: Colm Bairéad
  - Lobende Erwähnung: Shabu – Regie: Shamira Raphaëla
- 2023[40]
  - Großer Preis für den Besten Film: Mimi – Regie: Mira Fornay
  - Lobende Erwähnung: L’Amour du Monde – Regie: Jenna Hasse
- 2024
  - Jurymitglieder: Amjad Abu Alala, Banafshe Hourmazdi und Ira Sachs
  - Großer Preis für den Besten Film: Reinas – Regie: Klaudia Reynicke
  - Lobende Erwähnung: Durch Felsen und Wolken (Raíz) – Regie: Franco García Becerra
- 2025
  - Jurymitglieder: Emma Branderhorst, Aslı Özarslan und Ikoro Sekai
  - Großer Preis für den Besten Film: Zhi Wu Xue Jia (Der Botaniker)  – Regie: Jing Yi
  - Lobende Erwähnung: Umibe é Iku Michi – Regie: Satoko Yokohama